# Rana hanluica
Rana hanluica är en groddjursart som beskrevs av Shen, Jiang och Yang 2007. Rana hanluica ingår i släktet Rana och familjen egentliga grodor. IUCN kategoriserar arten globalt som otillräckligt studerad. Inga underarter finns listade i Catalogue of Life.